# Elephantulus intufi
Il macroscelide del Bushveld o sengi del Bushveld (Elephantulus intufi) è una specie di toporagno elefante della famiglia dei Macroscelididae, diffusa in Angola, Namibia, Botswana e Sudafrica, dove popola le zone aride e desertiche.